# Lista episoadelor din Dragon Ball
Aceasta este o listă cu episoadele din anime-ul Dragon Ball

## Sezonul 1 (Emperor Pilaf Saga)
1. Bulma si Son Goku - Secretul bilelor dragonului
Son Goku este un baiat mic de statura, cu o coada de maimuta in spate. El isi duce traiul pe Muntele Paozu, locul în care a crescut alaturi de bunicul sau adoptiv, specialist in arte martiale, Gohan. Dupa moartea acestuia Son Goku traieste singur si independent, avand drept talisman Bila Dragonului cu 4 stele, pe care a primit-o inainte de moartea bunicului sau.
Goku isi duce viata de zi cu zi antrenandu-se intr-un mod pe care nici cei mai puternici oameni din lume nu l-ar putea intelege; este capabil de a distruge un copac dintr-o singura lovitura. El prinde pesti, dinozauri, tigri si alte animale salbatice pe care le mananca cu pofta; el recunoaste ca mancarea este, alaturi de lupta, hobby-ul sau preferat.
Goku cunoaste o tanara fata numita Bulma, careia, crezand ca e un "invadator", ii arunca masina. Fata incearca sa il impuste, dar nici macar nu il clinteste. Cei doi totusi reusesc sa se impace, iar Goku o invita pe Bulma la cina; aceasta ii vede Bila Dragonului cu 4 stele si il informeaza despre secretul Bilelor Dragonului: cand cele 7 bile sunt adunate la un loc, ele pot indeplini orice dorinta. Visul Bulmei este de a avea un iubit, iar pentru acesta ea a obtinut deja 2 bile.
Intre timp sunt introduse alte trei personaje: Shu, Mai si conducatorul lor, Pilaf. Cei trei gasesc Bila Dragonului cu o stea, dorindu-si sa le acapareze pe toate pentru a-si urma destinul, conducerea lumii.
Bulma si Goku ajung la un acord pentru ca cei doi sa poata obtine toate cele 7 Bile ale Dragonului. Goku isi foloseste arma lui speciala, Power Pole, pentru a invinge un pterodactil care o ameninta pe Bulma.
2. Ce naiba?! Niciun glob!
Goku si Bulma ajung in Valea Skull, de langa muntele Paozu; este introdusa o "capsula magica" în care se pot tine tot felul de lucruri, iar cand este aruncata, poate scoate la iveala ce este inauntru. Intr-o capsula incape chiar si o casa intreaga, dupa cum arata Bulma. Deoarece Goku nu este familiarizat cu normele orasenesti, el este invatat de Bulma anumite lucruri elementare, precum regulile de la dus: acesta intra peste Bulma in timp ce ea isi facea o baie frantuzeasca, ceea ce o face pe Bulma sa arunce cu sticle de sampon dupa el. De asemenea, Goku nu este obisnuit cu mancarea urbana, acestuia nefiindu-i pe plac mancarea pe care o are Bulma.
Intre timp, tot in Valea Skull, Emperor Pilaf (numele sau complet) primeste informatii despre o posibila Bila a Dragonului de la Mai si o trimite pe ea si pe Shu sa investigheze situatia. Goku iese in acelasi loc în care se afla Shu si Mai si, neintentionat, le distruge avionul, crezand ca este vorba de o pasare; mai tarziu este atacat de o haita de lupi, dar castiga fara nici o problema, salvandu-i in acelasi timp pe Shu si Mai. Goku isi castiga astfel si portia de mancare cu care este obisnuit, un lup si un centiped, fiinte de care Bulma este dezgustata. Goku este deci nevoit sa manance afara.
Goku reveleaza ca el nu stie nimic despre parintii lui, ci doar ca bunicul sau l-a gasit cand era bebelus si l-a luat acasa. Dupa aceea, el adoarme in timp ce Bulma il intreaba ceva, ceea ce o enerveaza.
Un moment amuzant este oferit cand Goku se trezeste in dimineata urmatoare, cand se trezeste primul si decide sa doarma pe piciorul Bulmei; acesta ii scoate chilotii si striga ca nu "are bile". Bulma se trezeste si ea, dar crede ca cineva a furat Bilele Dragonului, panicandu-se. Intre timp, Goku iese afara si intalneste o broasca testoasa care isi cauta stapanul. Desi plaja se afla la 160 de kilometri departare, Goku este de acord sa il duca pe Turtle (numele testoasei) catre casa, pe jos. Bulma il urmeaza pe o motocicleta.
3. Kinto Un-ul Maestrului Testoasa
4. Oolong, Monstrul Rapitor
5. Yamcha, Banditul Desertului
6. Musafirii de la miezul noptii
7. Regele Muntelui Frypan
8. Kamehameha Maestrului Testoasa
9. Tehnica speciala a Sefului Iepure
10.Bilele Dragonului au fost furate!
11.In cele din urma apare Dragonul
12.Dorinta catre Shen Long
13.Marea transformare a lui Goku
14.Rivalul lui Goku
15.Lunch, fata neobisnuita
16.Antrenament... Gaseste piatra
17.Livrarea laptelui
18.Stilul Maestrului Testoasa
19.Turneul Tenkaiachi incepe!
20.Runda eliminatoare
21.Ai grija Kuririn
22.Yamcha vs. Jackie Chun
23.Giran cel invincibil
24.Atacul disperat al lui Kuririn
25.Pericolul de deasupra
26.Runda Finala
27.Necazul lui Goku
28.Infruntare! Putere vs. putere

## Sezonul 2
29.Lacul ratacit
30.Pilaf si armata misterioasa
31.Planuri de nunta
32.Fortareata zburatoare
33.Legenda Dragonului
34.Generalul Rosu
35.Micuta fata din Orasul Nordic
36.Teroarea Turnului Muschi
37.Urmeaza Ninja Murasaki!
38.Cinci Murasaki
39.Android Nr. 8
40.Terifiantul Buyon
41.Caderea Turnului Muscle
42.Secretul Doctorului Flappe
43.Casa Bulmei in Metro West
44.Goku, prietenii si tonele de pericol
45.Ai grija! O capcana
46.Ziua proasta a Bulmei
47.Casa Testoasei - Gasita!
48.Generalul Blue incepe sa atace
49.Surpriza lui Roshi
50.Capcana este suspendata
51.Comoara descoperita
52.Comoara piratilor
53.Albastru, negru si albastru

## Sezonul 3
54.Escapada din pestera piratilor
55.Orasul pinguinilor
56.Vizitatorul straniu
57.Arale vs. Blue
58.Sfantul Tinut Korin
59.Cel mai mare asasin din lume! Tao Pai Pai
60.Tao ataca!
61.Turnul Korin
62.Care va fi efectul Apei Sacre?!
63.Reintoarcerea lui Goku
64.Sfarsitul lui Tao Pai Pai
65.Du-te, Goku! Ataca!
66.Armata Rosie contraataca disperat
67.Sfarsitul Comandantului Red
68.Ultimul Glob al Dragonului
69.Cine este acea baba prezicatoare?
70.Noi suntem cei cinci luptatori!
71.O lupta disperata si sangeroasa
72.E randul lui Goku! Toaleta Diavolului
73.Ce este aceasta raza diabolica?
74.Al cincilea luptator misterios
75.Ciocnirea! Adversari puternici
76.Identitatea Luptatorului Mascat
77.Mareata strategie a lui Pilaf
78.Shen Long apare din nou
79.Tartacuta mancatoare de oameni a lui Kinkaku si Ginkaku
80.Lupta grandioasa! Goku vs. Ten Long
81.Goku merge in Tinutul Demonilor
82.Bestia feroce, Inoshi Kacho
83.In ce directie este Insula Papaya?
84.Fii cel mai bun luptator
85.Riscul preliminariilor
86.E stabilit! Cei 8 luptatori
87.Yamcha vs. Tien
88.Haide, Yamucha! Puternicul Tienshinhan
89.Infricosator! Amenintarea lunii pline
90.Valul Dodonpa!
91.Rasturnare de situatie! Ingeniosul plan al lui Kuririn
92.Goku intra in ring
93.Puteri egale! Tienshinhan vs. Jackie!
94.Manevra Maestrului Crane
95.Goku vs. Kuririn
96.Povestea cozii
97.Lupta Finala: Goku vs. Tien
98.Secretul Haikyu-ken
99.Nefericirea lui Tienshinhan
100.Viata sau moarte? Ultima decizie
101.Sfarsitul Turneului

## Sezonul 4
102.Regele Piccolo isi face aparitia!
103.Tambourine ataca!
104.Semnul Demonului
105.Iata-l pe Yajirobe, baiatul ciudat
106.Teribilul Tambourine
107.Goku, explozie de furie
108.Razbunarea lui Goku
109.Goku vs. Piccolo Daimao
110.Nu renunta, Son Goku!
111.Maestrul Roshi foloseste Mafuba!
112.Dorinta Regelui Piccolo
113.Castelul King! Ofensiv si defensiv
114.Dorinta lui Goku. Chiar si Maestrul Karin este ingrijorat!
115.Pune mana pe apa super sacra!
116.Maestrul Testoasa este in viata?!
117.Ultimul sacrificiu
118.Rezolvarea lui Tienshinhan
119.Va functiona legendara Mafuba?!
120.Furie si putere maxima din partea lui Goku
121.Criza lui Goku!
122.Pariul final!

## Sezonul 5
123.Secretul lui Nyoibou
124.Templul de deasupra norilor
125.Kami isi face aparitia
126.Shen Long este reinviat!
127.Mai rapid decat fulgerul
128.Linistit ca cerul
129.Goku, calatorul in timp
130.Adversarul lui Goku... Este Goku?
131.Fiecare pe cont propriu
132.Mai fierbinte decat lava
133.Reuniunea dinaintea furtunii
134.Turbulentul Turneu Tenkaichi
135.Cei opt alesi
136.Tienshinhan vs. Mercenarul Tao
137.Nunta lui Goku
138.Shen, omul misterului
139.Inca o batalie intensa! Goku vs. Tienshinhan
140.Goku castiga la viteza
141.Cei patru Tienshinhani
142.Kami vs. Piccolo
143.Batalia pentru viitor
144.Super Kamehameha
145.Piccolo Daimao si tehnica lui giganta
146.Capcana lui Goku
147.Pericol de moarte
148.Cel mai puternic om de pe Pamant
149.Rochia de mireasa din interiorul flacarilor
150.Pasarea magica mancatoare de flacari
151.Datorita antrenamentului lui Chichi
152.Misterul Lumii Intunecate
153.O decizie in ultimul moment